# Frank Hodge

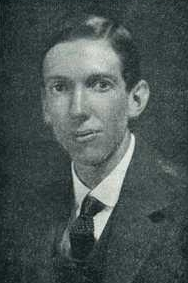
Frank Hodge

Francis Percy „Frank“ Hodge (* 18. April 1894 in Balham; † 1957) war ein englischer Badmintonspieler.

## Karriere
Nachdem Frank Hodge seinen Dienst im Ersten Weltkrieg überstanden hatte, wurde er ein erfolgreicher Badmintonspieler. Er gewann 1921, 1924 und 1928 die All England im Doppel mit George Alan Thomas. Erfolgreich war er auch bei den Irish Open und Scottish Open.

## Sportliche Erfolge
| Saison | Veranstaltung              | Disziplin    | Platz | Name                             |
| ------ | -------------------------- | ------------ | ----- | -------------------------------- |
| 1921   | All England                | Herreneinzel | 2     | Frank Hodge                      |
| 1921   | All England                | Herrendoppel | 1     | George Alan Thomas / Frank Hodge |
| 1924   | All England                | Herrendoppel | 1     | George Alan Thomas / Frank Hodge |
| 1926   | Irish Open                 | Mixed        | 1     | Frank Hodge / Violet Elton       |
| 1928   | All England                | Herrendoppel | 1     | George Alan Thomas / Frank Hodge |
| 1929   | Scottish Open              | Herrendoppel | 1     | T. P. Dick / Frank Hodge         |
| 1929   | North London Championships | Herreneinzel | 1     | Frank Hodge                      |
| 1929   | London Championships       | Herreneinzel | 1     | Frank Hodge                      |
| 1930   | North London Championships | Herreneinzel | 1     | Frank Hodge                      |
| 1930   | Berkshire Championships    | Herrendoppel | 1     | Frank Hodge / Donald C. Hume     |